# Monument de na Comerma de sa Garita
El Monument de na Comerma de sa Garita està situat molt a prop del poblat talaiòtic de Torre d'en Galmés i al costat del sepulcre megalític de Ses Roques Llises, na Comerma de sa Garita és un tipus de monument únic en el panorama de l'arqueologia menorquina. Està format per un gran recinte de planta absidal, cobert per grans lloses, que s'obre a un gran pati envoltat per un mur de construcció ciclòpia, que estaria a cel obert. L'edifici principal té planta absidal irregular, amb un mur de doble parament. Aquest mur, en el parament exterior, arriba a conservar fins a 2 m d'alçària.

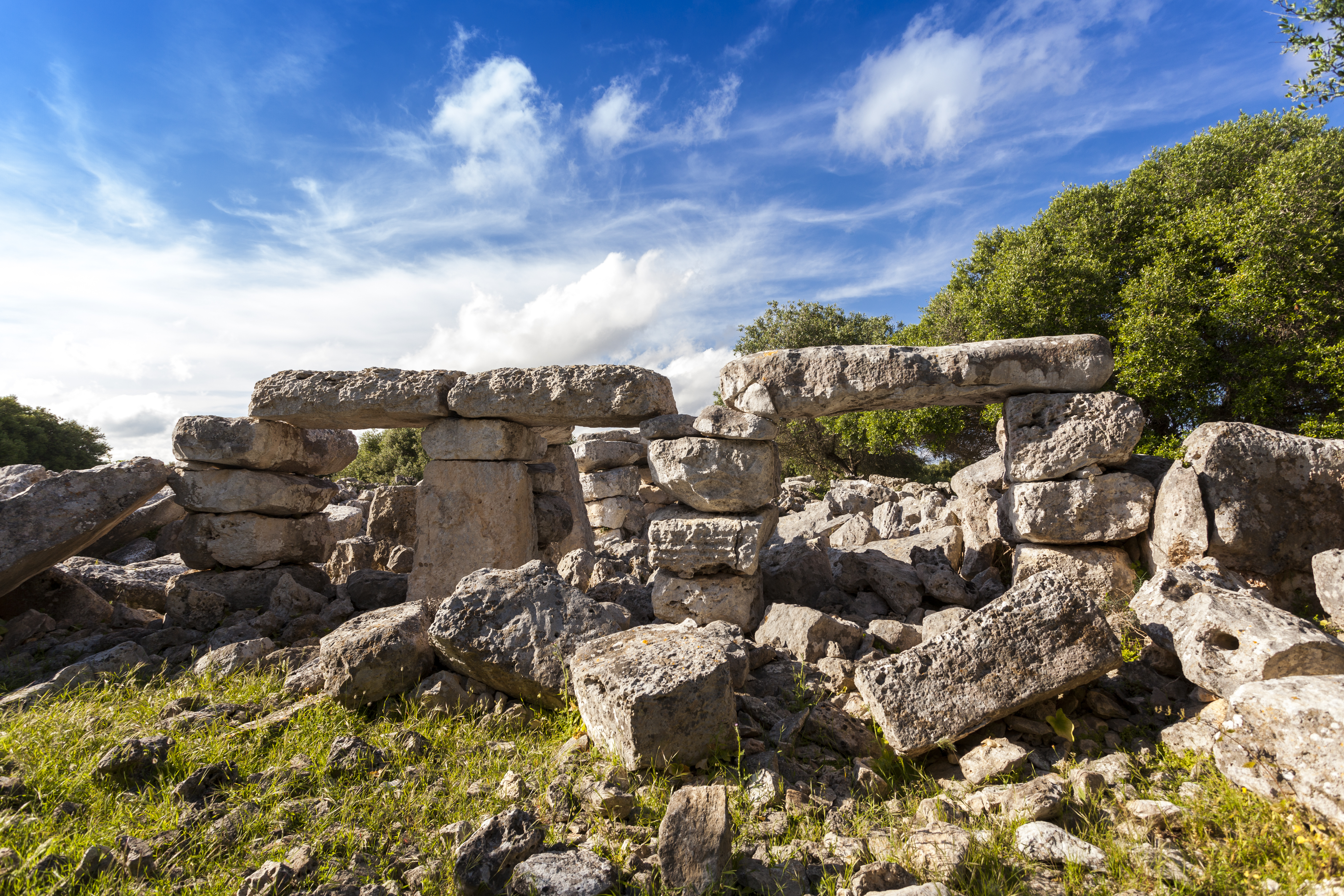

 Aquesta part de l'edifici amida 16 m d'est a oest i 10 m de nord a sud. El seu interior està dividit per una sèrie de columnes amb arquitrau que formarien una retícula de cinc línies orientades nord-sud i tres orientades est-oest. Actualment es conserven 10 columnes i 6 lloses de la coberta, però seria possible la reconstrucció gairebé total de l'edifici, ja que els material soriginals estan caiguts a terra. Les columnes són polilítiques (formades per diverses pedres) i algunes tenen fins a 7 tambors (pedres). En aquest recinte destaca, sobretot, una "columna" situada en l'angle nord-est del recinte porticat, que té forma de Taula, encara que la seva ubicació no segueix la disposició habitual dels recintes de taula. A aquest edifici s'hi adossa un gran pati a cel obert, d'uns 270 m2, i de planta irregular, al qual s'accedeix per una porta amb una llinda, la qual actualment està caiguda. Donat que mai no s'hi ha fet cap excavació arqueològica, es desconeix a dia d'avui la funcionalitat i fins i tot cronologia exacta d'aquest edifici, però és probable que ens trobem davant un edifici més relacionat amb pràctiques religioses que amb pràctiques domèstiques. Arran de la troballa en superfície i, per tant, fora de context, d'un got talaiòtic troncocònic amb ansa,es podria situar l'ús probable de l'edifici entorn del segle VIII o VII aC. Cal destacar el fet que la forma de l'edifici (espai porticat amb pati obert davant) recordi en part l'esquema arquitectònic de les cases de planta circular del període talaiòtic final o posttalaiòtic.

## Topònim
El monument no només és curiós des del punt de vista tipològic, sinó també respecte el seu topònim. Està compost per diferents paraules. "Comerma" provindria de dos mots: "coma" i "erma", el primer fent referència a una porció de terra i el segon a un lloc que no es conrea. Si un observa els voltants del monument, podrà veure com precisament és una àrea molt poc conreable pel gran roquissar que formen les tanques. Per una altra part la paraula "garita" podria fer referència a un espai per estabular animals, del qual el monument en alguna època en podria haver estat el seu ús.